# Base Aérea Militar San Julián
La Base Aérea Militar San Julián (BAM SJU) fue una base aérea de despliegue operativo de la Fuerza Aérea Argentina en el Aeródromo de Puerto San Julián, Provincia de Santa Cruz.

## Crisis entre Argentina y Chile de 1978
La FAA creó la base a fines de 1978 por la crisis entre Argentina y Chile de 1978. La BAM SJU albergó al I Escuadrón Aeromóvil A-4C hasta principios de 1979 cuando este regresó a su base de paz.

## Guerra de las Malvinas
La FAA reactivó la BAM SJU en 1982 por la Guerra de las Malvinas para servir al I Escuadrón Aeromóvil A-4C y al II Escuadrón Aeromóvil M-5 "Dagger" del G6C. Este II Escuadrón se muda a la BAM Río Gallegos (GAL) el 9 de junio de 1982 al tiempo que los I y II Escuadrones Aeromóviles A-4B del G5C dejan GAL y se mueven a SJU. Tras el fin de la guerra los escuadrones se replegaron y la base se disolvió.
La 1.ª Batería del Grupo 1 de Artillería Antiaérea Liviano se desplegó en la base con nueve (9) piezas bitubo Rheinmetall RH 202 de 20mm (13.500 tiros) y un radar táctico de alerte temprana  . También, el Grupo 2 de Vigilancia y Control Aéreo desplegó en la base un Escuadrón VYCA Móvil. Por último, un radar Cardion AN/TPS-44 Alert MK II del Ejército Argentino operado por personal del Ejército Argentino y de la FAA funcionó en la base.